# Wolfgang Haken
Wolfgang Haken (Berlim, 21 de junho de 1928 - 2 de outubro de 2022) foi um matemático alemão. Em 1976, com seu colega Kenneth Appel da Universidade de Illinois em Urbana-Champaign, resolveu um dos mais famosos problemas da matemática, o teorema das quatro cores.
Foi palestrante convidado do Congresso Internacional de Matemáticos de 1978 em Helsinki.
Recebeu o Prêmio Fulkerson de 1979 da American Mathematical Society por sua solução com Appel do problema das quatro cores.

## Contribuições para a matemática

### O teorema das quatro cores
Kenneth Appel é conhecido por seu trabalho em topologia, o ramo da matemática que explora certas propriedades de figuras geométricas. Sua maior realização foi provar o teorema das quatro cores em 1976 com Wolfgang Haken. O New York Times escreveu em 1976:
Agora, a conjectura das quatro cores foi provada por dois matemáticos da Universidade de Illinois, Kenneth Appel e Wolfgang Haken. Eles tinham uma ferramenta inestimável que faltava aos matemáticos anteriores - os computadores modernos. Sua prova atual repousa em parte em 1 200 horas de cálculo por computador, durante as quais cerca de dez bilhões de decisões lógicas tiveram que ser feitas. É improvável que a prova da conjectura das quatro cores tenha significância aplicada. No entanto, o que foi realizado é um grande feito intelectual. Isso nos dá um novo insight importante sobre a natureza do espaço bidimensional e as maneiras pelas quais esse espaço pode ser dividido em porções discretas.
No início, muitos matemáticos não gostaram do fato de Appel e Haken estarem usando computadores, já que isso era novidade na época, e até Appel disse: "A maioria dos matemáticos, mesmo na década de 1970, não tinha interesse real em aprender sobre computadores. Era quase como se aqueles de nós que gostavam de brincar com computadores estivessem fazendo algo não matemático ou suspeito". A prova real foi descrita em um artigo, enquanto um livro típico intitulado Every Planar Map is Four Colorable, Contemporary Mathematics, vol. 98, American Mathematical Society, 1989.
A prova tem sido uma das mais controversas da matemática moderna por causa de sua forte dependência de processamento de números por computador para classificar as possibilidades, o que atraiu críticas de muitos na comunidade matemática por sua deselegância: "uma boa prova matemática é como um poema— esta é uma lista telefônica! " Appel e Haken concordaram em uma entrevista de 1977 que não era "elegante, conciso e completamente compreensível para uma mente matemática humana".

No entanto, a prova foi o início de uma mudança nas atitudes dos matemáticos em relação aos computadores - que eles haviam desprezado como uma ferramenta para engenheiros, e não para teóricos - levando à criação do que às vezes é chamado de matemática experimental.